# 대중 운동
대중 운동(大衆運動)은 일반적으로 고대 이래의 모든 인민대중의 운동을 말한다.
특히 현대사회에서는 대중이 정치에 참가한다는 사실의 중요성이 증대했다. 이 운동에는 국민 각층이 원수폭금지(原水爆禁止)·물가인하 등의 일상적인 요구를 내걸고 그 실현을 목표로 삼는 것으로부터 구체적인 목적을 가진 운동까지를 포함한다. 또한, 파시즘의 예와 같이 반동세력이 대중을 선동·조직하여 노동 운동 및 진보적인 사회 운동을 타격하는 경우도 있다.

## 같이 보기
- 사회 운동